# Lynn G. Clark
Lynn G. Clark (1956) es una botánica estadounidense que se especializó en la familia de fanerógamas Poaceae, y en biodiversidad en la flora neotropical; habiendo realizado expediciones botánicas a México, Costa Rica, Colombia, Venezuela, Ecuador, Brasil.
Desarrolla actividades académicas en el "Departamento de Botánica", en Universidad Estatal de Iowa, Ames. Obtuvo su Ph.D. en la Universidad Estatal de Iowa en 1986.

## Algunas publicaciones
- 1992. Chusquea sect. Swallenochloa (Poaceae: Bambusoideae) and allies in Brazil. Brittonia 44 (4) :387-422

- ----------, W. Zhang, J..F. Wendel. 1995. A phylogeny of the grass family (Poaceae) based on ndhF sequence data. Systematic Botany 20:436-460

- 1996. Six new species of Neurolepis (Poaceae: Bambusoideae) from Ecuador and Peru. Novon 6:335-350

- 1997. Diversity, biogeography and evolution of Chusquea (Poaceae: Bambusoideae). Pp. 33-44 in The Bamboos, G.P. Chapman ed. Academic Press

- Kelchner, S.A., L.G. Clark. 1997. Molecular evolution and phylogenetic utility of the chloroplast rpl16 intron in Chusquea and the Bambusoideae (Poaceae). Molecular Phylogenetics and Evolution 8:385-397

- Londono, X., L.G. Clark. 1998. Eight new taxa of bamboo (Poaceae: Bambusoideae) from Colombia. Novon 8:408-428

- Judziewicz, E.G., L.G. Clark, X. Londoño, M.J. Stern. 1999. American Bamboos. Smithsonian Institution Press

- ----------, M. Kobayashi, S. Mathews, R. Spangler, E.A. Kellogg. 2000. The Puelioideae, a new subfamily of Poaceae. Systematic Botany 25:181-187

### Libros
- 1986. Systematics of Chusquea section Chusquea, section Swallenochloa, section Verticillatae, and section Serpentes (Poaceae: Bambusoideae). Ed. Iowa State University. 752 pp.

- 1989. Systematics of Chusquea section Swallenochloa, section Verticillatae, section Serpentes, and section Longifoliae (Poaceae-Bambusoideae). Ed. American Society of Plant Taxonomists. 127 pp. ISBN 0912861274
- ----------, Richard Walter Pohl, Agnes Chase. 1996. Agnes Chase's first book of grasses: the structure of grasses explained for beginners. Ed. Smithsonian Institution Press. 127 pp. ISBN 1560986565
- La abreviatura «L.G.Clark» se emplea para indicar a Lynn G. Clark como autoridad en la descripción y clasificación científica de los vegetales.[3]